# Храйме

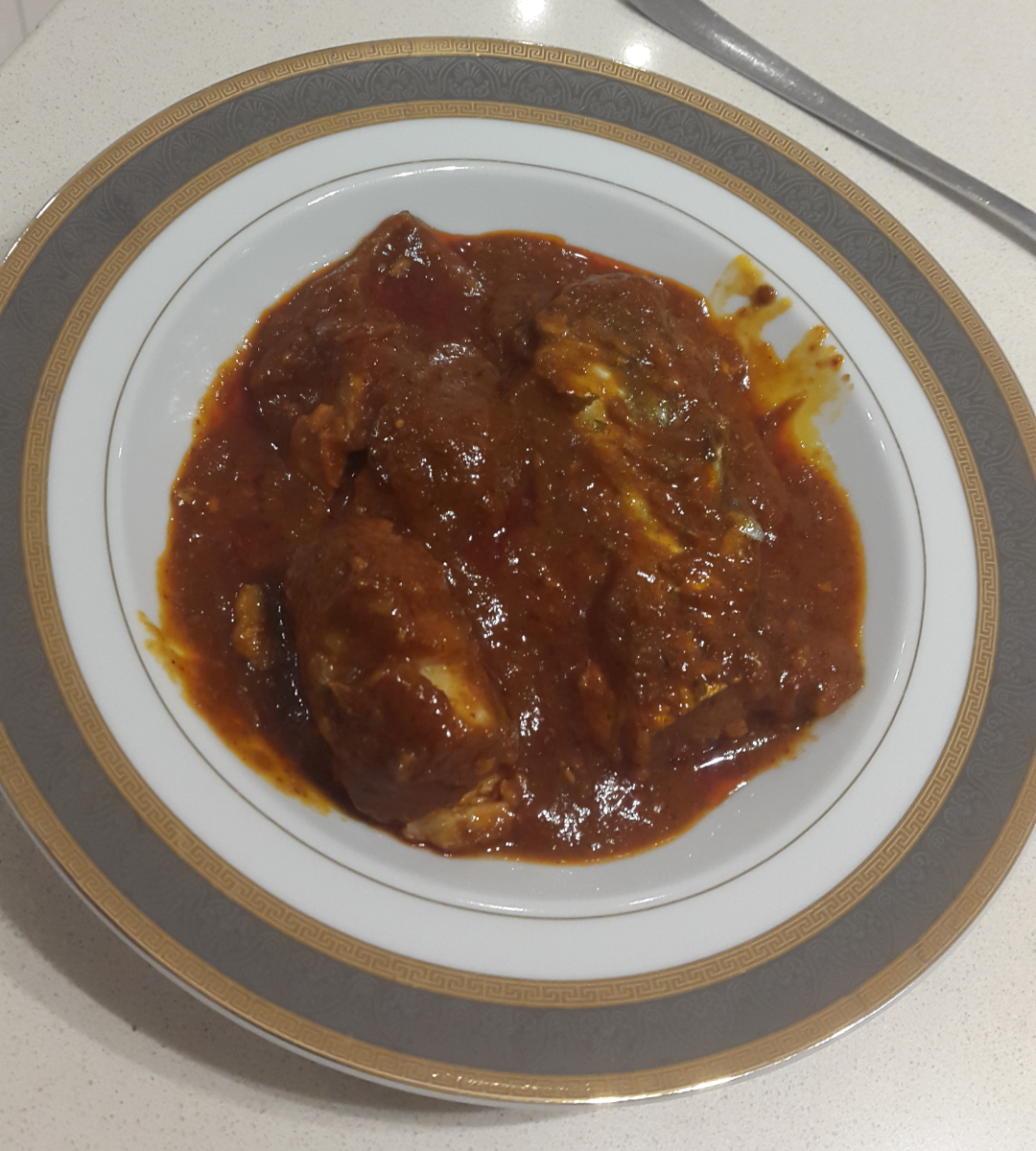
Храйме

Храйме (араб. حرايمي, haraime, chraime; івр. חריימה) — популярне в країнах Магрибу та Ізраїлі пряне рибне стью. Соус до страви нагадує старіший арабський соус під назвою шармола (араб. شرمولة). Назва страви походить від арабського слова «гарячий».
Особливість цієї страви — густий пікантний соус, який їдять зі свіжим хлібом. Хліб заведено вмочати в соус, чим нейтралізується його гострота.
Для гарніру найкраще підходить кускус . Рецептів храйме багато, єдиного рецепта цієї страви не існує.
Риба по-марокканські робиться з великою кількістю перців — солодких та гострих, і її соус містить багато олії (риба просто потопає в олії) і помідор для прикраси. Храйме в єврейському класичному Триполітанському рецепті — це риба в томатному густому соусі, де відчутно менше олії й трохи солодких перців, і зовсім немає пекучого перцю, тому більше підходить для Рош ха Шана . У рецепті не має значення вид риби, крім того, що вона повинна бути білою. Найпопулярніша риба для святкового храйме — це нільський окунь, але підійде філе з будь-якої іншої риби: баса, морського окуня або тріски.
Храйме стало популярно в Ізраїлі після алії з Тунісу та Лівії. Його традиційно їдять в Шабат, а також на Рош га-Шана і Песах для седера.
Також існує думка, що в кухні сефардських євреїв ця страва з'явилася завдяки марранам (насильно хрещеним євреям Іспанії та Португалії), які брали участь в експедиціях Колумба і привезли до Старого Світу помідори. Храйме часто готують перед суботою, оскільки страву можна їсти як холодною, так і гарячою.